# دانیله فورتوناتو
دانیله فورتوناتو (انگلیسی: Daniele Fortunato؛ زادهٔ ۸ ژانویهٔ ۱۹۶۳) بازیکن فوتبال اهل ایتالیا است.
از باشگاه‌هایی که در آن بازی کرده‌است می‌توان به باشگاه فوتبال تورینو، باشگاه فوتبال یوونتوس، باشگاه فوتبال باری، باشگاه فوتبال آتالانتا، و باشگاه فوتبال ویچنزا اشاره کرد.